# 이피 (음악 그룹)
이피는 대한민국의 음악 그룹이다. 멤버 전원이 호원대학교 학생들로 구성되어 있다.

## 방송
- TV조선 대학가요제 (2024)

## 음반
- Greedy Child (2024)
- 난 아직 모르니까 (2024)
- 정원영 생일축하 (2024)
- 대학가요제 1라운드 베스트 PART2 (2024)